# یواس‌اس داباکو (پی‌جی-۱۷)
یواس‌اس داباکو (پی‌جی-۱۷) (به انگلیسی: USS Dubuque (PG-17)) یک کشتی بود که طول آن ۲۰۰ فوت (۶۱ متر) بود. این کشتی در سال ۱۹۰۴ ساخته شد.